# Urgentj
Denna artikel behandlar staden i Uzbekistan. För staden och världsarvet i Turkmenistan, se Kunja-Urgentj.

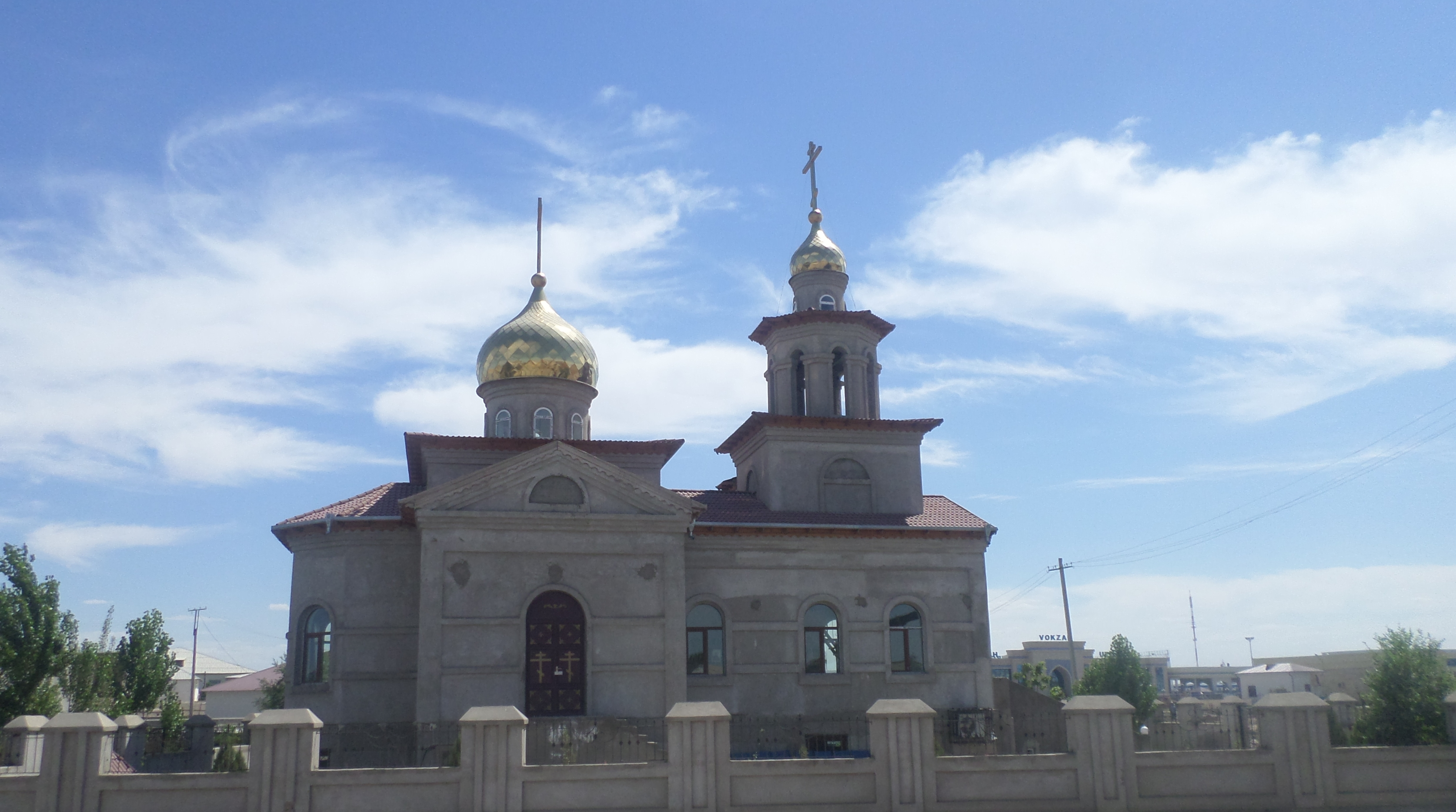
En kyrka i Urgentj.

Urgentj (uzbekiska: Urganch, Урганч) är en ort i västra Uzbekistan, nära landets södra gräns mot Turkmenistan. Urgentj har en befolkning på 175 900 (2004).
Staden är huvudstad i provinsen Khwarezm och ligger vid floden Amu-Darja och kanalen Sjavat. Urgentj ligger cirka 450 km väst om Buchara. Kyzylkum-öknen ligger däremellan. Den ligger 91 meter över havet.
Ungefär 30 kilometer sydväst om Urgentj ligger Chiva, en gammal huvudstad som finns med på Unescos världsarvslista.